# 楊終
楊終（？—100年），字子山，蜀郡成都（今四川省成都市）人。東漢校書郎，著《春秋外傳》十二篇，改定章句十五萬字。

## 生平
楊終十三歲時，任郡小吏，太守對他的才華感到震驚，於是派他到京師學習，學《春秋》。漢明帝時，徵召楊終到蘭台，拜爲校書郎。
建初元年（76年），時任校書郎的楊終上疏認為近年在北方討伐匈奴，向西方開通三十六國，導致百姓連年服徭役，運輸耗費資金龐大。百姓愁苦足以憾天動地，因此希望漢章帝留意省察！漢章帝將楊終的奏書下交讓大臣們討論，第五倫和楊終的看法一致，但牟融和鮑昱都認為孝順的孩子不能更改變父親的主意，而伐匈奴、屯西域，都是先帝的決議，不應該改變。楊終再次上書說：「秦始皇時修長城，工程龐大、經常徵徭役，胡亥不修正這樣的政策，所以失去天下。因此，漢元帝放棄珠崖郡，光武帝斷絕西域諸國，不讓遠方的夷民穿上我們的衣服。春秋時期魯文公拆泉台，《春秋》譏諷說：『祖先造台而子孫毀台，還不如留著它不居住。』這是因為泉台的存在不會妨害百姓。魯襄公建立三軍，被魯昭公裁捨，君子卻讚揚他的舉動，認為不裁捨就會妨害百姓。現今在伊吾、樓蘭、車師、戊己駐防的士兵這麼久還不讓他們回家，這不是天意。」漢章帝遵從了楊終的意見。

### 白虎觀會議
建初四年（79年），楊終向漢章帝建議：「漢宣帝曾廣召群儒，在石渠閣討論《五經》。現今天下太平，學者們能夠完成事業，但那些無法通曉大義而拘泥於辨析章句的儒生，破壞了《五經》的原意。應該要效法石渠閣之事，成為後世永久的楷模。」漢章帝採納了楊終的建議。於是漢章帝詔群儒在白虎觀討論《五經》相同和不同的見解。楊終因事獲罪被關，博士趙博、校書郎班固、賈逵等人認爲楊終通曉《春秋》，在學術上有獨特的見解，於是上表請求赦免他，楊終又上書替自己申訴，當天就被赦免，於是楊終能夠參與白虎觀會議。後來受詔刪減《太史公書》十多萬字。

### 勸諫馬廖
明德太后的哥哥順陽侯馬廖，為人謹慎，但性情寬容，無法管束馬家子弟，導致馬家子弟驕傲奢侈。楊終和馬廖向來友好，於是楊終寫信勸諫馬廖：「您地位尊貴，四海之內的人都對您有所期望。您的弟弟黃門郎馬防與馬光很年輕，血氣方剛，沒有竇長君的退讓精神，反而結交一些輕浮狡詐的朋友。對他們放縱而不教誨，會導致他們越來越任性，要鑒念過去的教訓，否則令人寒心。」但馬廖沒採納楊終的勸告。
楊終的哥哥楊鳳擔任郡吏，當時太守廉范被州府考察，派遣楊鳳問候楊終，楊終為廉范游說，結果楊終獲罪被遷往北方。漢章帝東巡視察，鳳凰、黃龍一同出現，楊終贊頌嘉瑞，上述祖宗光輝功德，作《符瑞詩》十五章，制《封禪書》，上奏後，詔令將楊終免罪返還故鄉。
永元十二年（100年），侍中賈逵舉薦楊終博達忠直，於是楊終被任命為郎中，同年因病逝世。

## 延伸阅读
[在维基数据编辑]
 《後漢書/卷48》，出自范晔《後漢書》